# Antilhas Neerlandesas nos Jogos Olímpicos de Verão de 1996
As Antilhas Neerlandesas participaram dos Jogos Olímpicos de Verão de 1996 em Atlanta, Estados Unidos. A delegação foi composta por seis desportistas.

## Desempenho

### Atletismo
Masculino
| Atleta           | Evento             | Eliminatórias | Eliminatórias | Final       | Final       |
| Atleta           | Evento             | Res.          | Pos.          | Res.        | Pos.        |
| ---------------- | ------------------ | ------------- | ------------- | ----------- | ----------- |
| Ellsworth Manuel | Salto em distância | NM            | NM            | Não avançou | Não avançou |

### Judô
Masculino
| Atleta        | Categoria | Pos. |
| ------------- | --------- | ---- |
| Sergio Murray | -86 kg    | =21º |

### Natação
Masculino
| Atleta       | Evento     | Eliminatórias | Eliminatórias | Final       | Final       |
| Atleta       | Evento     | Res.          | Pos.          | Res.        | Pos.        |
| ------------ | ---------- | ------------- | ------------- | ----------- | ----------- |
| Howard Hinds | 50 m livre | 24.63         | 54º           | Não avançou | Não avançou |

### Tiro
Masculino
| Atleta      | Evento               | Eliminatórias | Eliminatórias | Final       | Final       |
| Atleta      | Evento               | Res.          | Pos.          | Res.        | Pos.        |
| ----------- | -------------------- | ------------- | ------------- | ----------- | ----------- |
| Michel Daou | Fossa olímpica       | 114           | =49º          | Não avançou | Não avançou |
| Michel Daou | Fossa olímpica dublê | 113           | 35º           | Não avançou | Não avançou |

### Vela
| Atleta               | Prova             | Regata | Regata | Regata | Regata | Regata | Regata | Regata | Regata | Regata | Regata | Regata | Pts. | Pos. |
| Atleta               | Prova             | 1      | 2      | 3      | 4      | 5      | 6      | 7      | 8      | 9      | 10     | 11     | Pts. | Pos. |
| -------------------- | ----------------- | ------ | ------ | ------ | ------ | ------ | ------ | ------ | ------ | ------ | ------ | ------ | ---- | ---- |
| Constantino Saragoza | Mistral masculino | 41     | 34     | 39     | DNS    | 28     | 39     | 28     | 15     | 40     |        |        | 223  | 37º  |
| Paul Dielemans       | Laser             | 33     | 21     | 23     | 42     | 29     | 27     | 39     | 35     | 24     | 36     | DSQ    | 366  | 34º  |

Legenda
| Recorde mundial      | Recorde mundial (World record)               |                       | Recorde africano                      | Recorde africano (African) |                                           | Q | Classificado por posição (Qualified) |
| Recorde olímpico     | Recorde olímpico (Olympic record)            | Recorde da América    | Recorde da América (Americas)         | q                          | Classificado por melhor tempo (Qualified) |   |                                      |
| Melhor marca do ano  | Melhor marca do ano (World leading)          | Recorde asiático      | Recorde asiático (Asian)              | DNS                        | Não largou (Did not start)                |   |                                      |
| Recorde nacional     | Recorde nacional (National record)           | Recorde europeu       | Recorde europeu (European)            | DNF                        | Não terminou (Did not finish)             |   |                                      |
| Recorde pessoal      | Recorde pessoal do atleta (Personal best)    | Recorde da Oceania    | Recorde da Oceania (Oceania)          | DSQ / DQ                   | Desclassificado (Disqualified)            |   |                                      |
| Recorde da temporada | Recorde da temporada do atleta (Season best) | Recorde sul-americano | Recorde sul-americano (South America) | NM                         | Sem marca (No mark)                       |   |                                      |